# Định lý cotang

Hình 1 - Tam giác với ba cạnh a, b, c và ba góc đối diện α, β, γ

Trong lượng giác, định lý cotang biểu diễn mối quan hệ giữa các cạnh, các góc của một tam giác và bán kính đường tròn nội tiếp của tam giác đó.
Định lý cotang phát biểu rằng, nếu biết: 
bán kính đường tròn nội tiếp và
{\displaystyle p={\frac {a+b+c}{2}}}
là nửa chu vi của tam giác thì:
{\displaystyle \cot {\frac {\alpha }{2}}={\frac {p-a}{\zeta }}}
{\displaystyle \cot {\frac {\beta }{2}}={\frac {p-b}{\zeta }}}
{\displaystyle \cot {\frac {\gamma }{2}}={\frac {p-c}{\zeta }}}
Điều đó dẫn tới
{\displaystyle {\frac {\cot(\alpha /2)}{p-a}}={\frac {\cot(\beta /2)}{p-b}}={\frac {\cot(\gamma /2)}{p-c}}.}